# Obersinn
Obersinn är en köping (Markt) i Landkreis Main-Spessart i Regierungsbezirk Unterfranken i förbundslandet Bayern i Tyskland.
Köpingen ingår i kommunalförbundet Burgsinn tillsammans med köpingen Burgsinn och kommunerna Aura im Sinngrund, Fellen och Mittelsinn.